# キリングゲーム
『キリングゲーム』（Killing Season）は、マーク・スティーヴン・ジョンソン監督、エヴァン・ドーハティ脚本、ミレニアム・フィルムズ製作による2013年のアメリカ合衆国のアクション映画である。ジョン・トラボルタとロバート・デ・ニーロの初の共演作である。デ・ニーロ演じる退役アメリカ軍人とトラボルタ演じる元セルビア兵士の戦いが描かれる。

## キャスト
※括弧内は日本語吹き替え
- ベンジャミン・フォード - ロバート・デ・ニーロ（樋浦勉）

ボスニア戦争に参戦したこともある元兵士。階級は大佐だった。足の調子が悪が筋トレをしたら肉体労働に積極的な矍鑠でもある。
- エミール・コヴァチ - ジョン・トラボルタ（東地宏樹）

セルビア人の元兵士。
- クリス・フォード - マイロ・ヴィンティミリア（星野健一）

ベンジャミンの息子。自身にも息子がいる（つまりベンジャミンの孫）。
- サラ・フォード - エリザベス・オリン（英語版）（中司ゆう花）

クリスの妻。

## 製作
プロジェクトは当初、1970年代を舞台とした『Shrapnel』というタイトルであった。当時は『フェイス/オフ』以来となるジョン・トラボルタとニコラス・ケイジの共演が企画され、ジョン・マクティアナンが監督に起用される予定であった。その後タイトルが改められ、舞台も現代のアパラチアに変更となった。
Corsan、ヌ・イメージ、ミレニアム・フィルムズが共同製作・出資し、2012年1月16日、ジョージア州北部のアパラチア山脈で撮影が始まった。主要撮影はタルラ・ゴージ州立公園とBlack Rock Mountain State Parkで行われた。ラブン郡のロケ地は、映画『脱出』を見たマーク・スティーヴン・ジョンソン監督により選ばれた。他にブルガリアのソフィア、スウィートウォーター・クリーク州立公園、ヴィラリカのシュトックマル公園のパイン・マウンテン・ゴールド・ミュージアムがロケ地となった。
アメリカのチェリストでソングライターのベン・ソリーがオリジナル曲「Letting Go」を提供し、エンドクレジットで使われた。

## 批評家の反応
Rotten Tomatoesでは20件のレビューで支持率は10%となっている。『デイリーニューズ』のジョー・ノイマイアーは5ツ星満点で1ツ星を与えた上でトラボルタのキャラクターのセルビア語のアクセントを貶した。『ニューヨーク・タイムズ』のデヴィッド・デウィットは「無価値ではないが、良くはない。ジャンル映画としては野心的過ぎ、アート映画としては明白過ぎる」と評した。